# Tisová (district d'Ústí nad Orlicí)
Pour les articles homonymes, voir Tisová.
Tisová (en allemand : Tissau) est une commune du district d'Ústí nad Orlicí, dans la région de Pardubice, en Tchéquie. Sa population s'élevait à 630 habitants en 2024.

## Géographie
Tisová se trouve à 5 km à l'est-sud-est de Vysoké Mýto, à 14 km à l'ouest-sud-ouest d'Ústí nad Orlicí, à 34 km à l'est-sud-est de Pardubice et à 129 km à l'est-sud-est de Prague.
La commune est limitée par Vysoké Mýto à l'ouest et au nord-ouest, par Zálší au nord-est, par Vračovice-Orlov, České Heřmanice et Horky à l'est, par Cerekvice nad Loučnou et Hrušová au sud.

## Histoire
La première mention écrite du village date de 1407.

## Administration
La commune se compose de deux sections :
- Tisová
- Zaháj

## Galerie

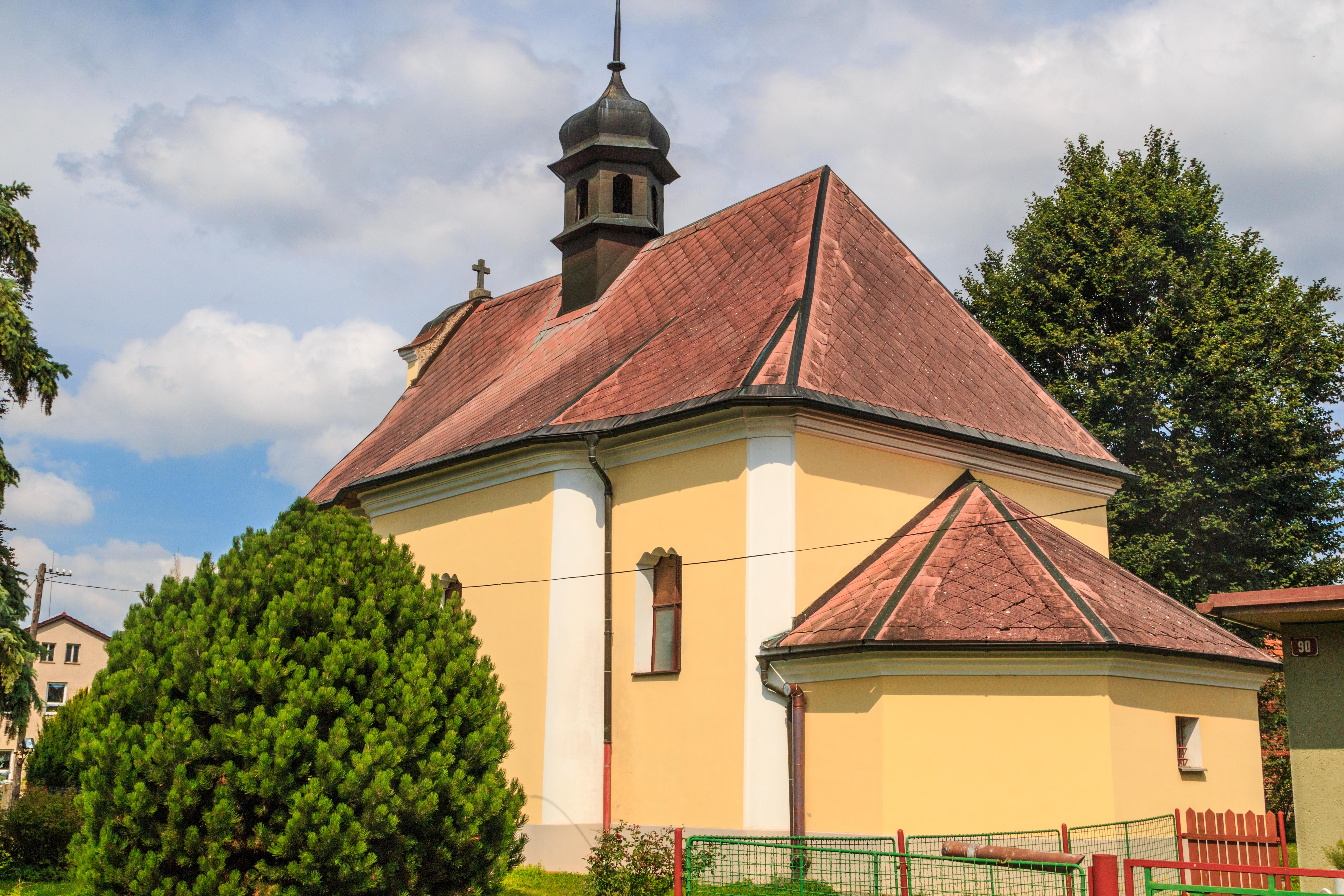
Église Saint-Adalbert.
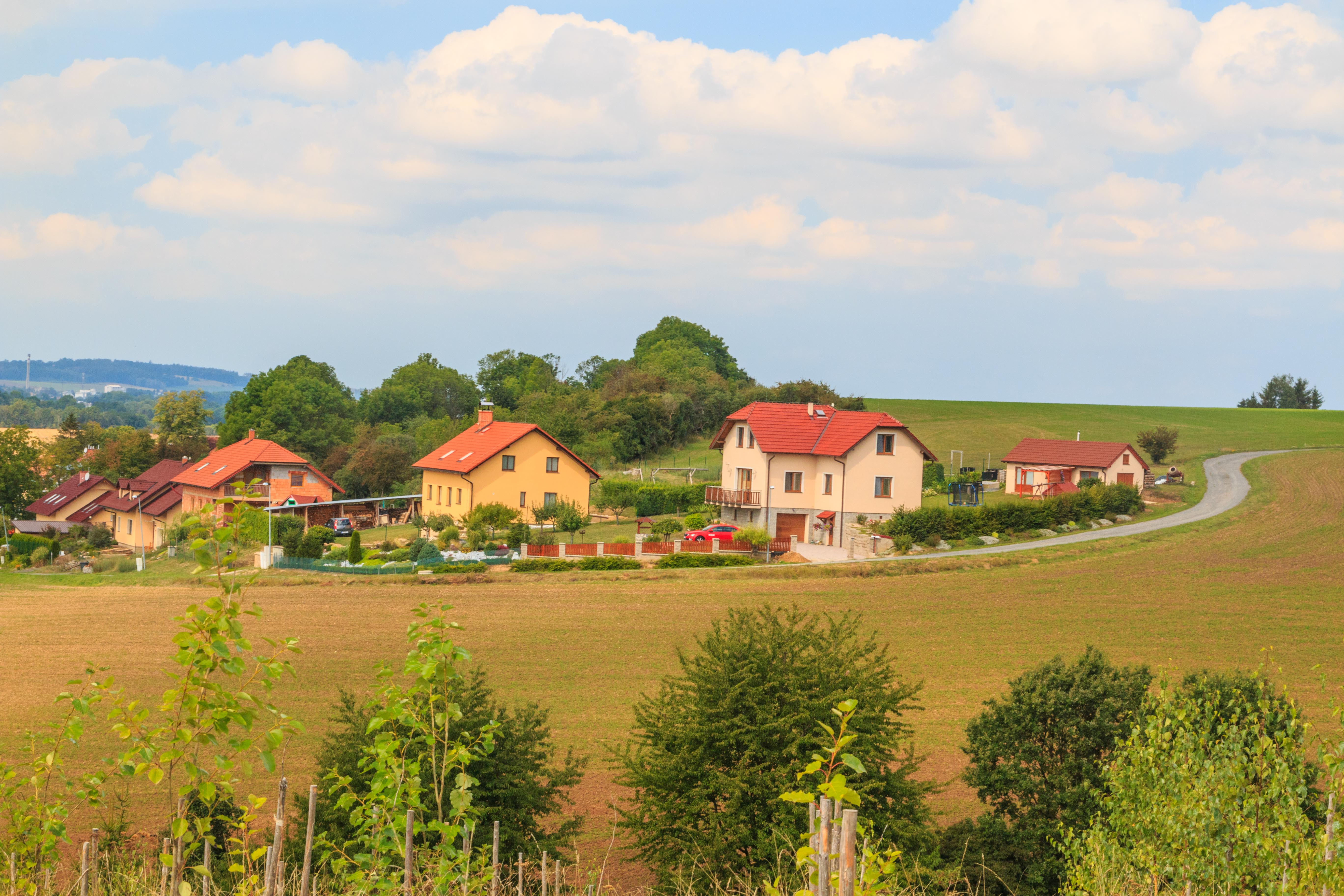
Pekárka.

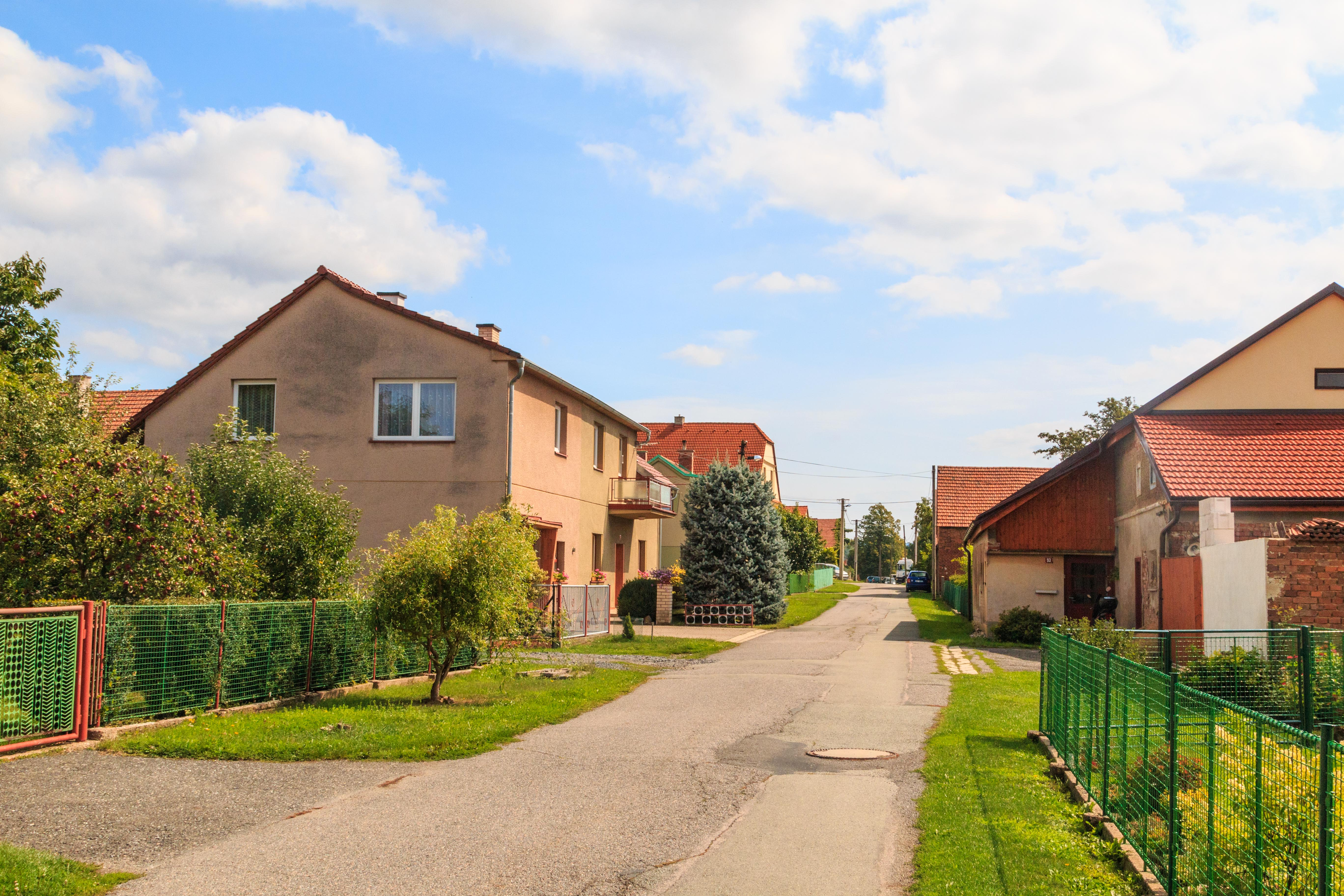
Rue à Tisová.
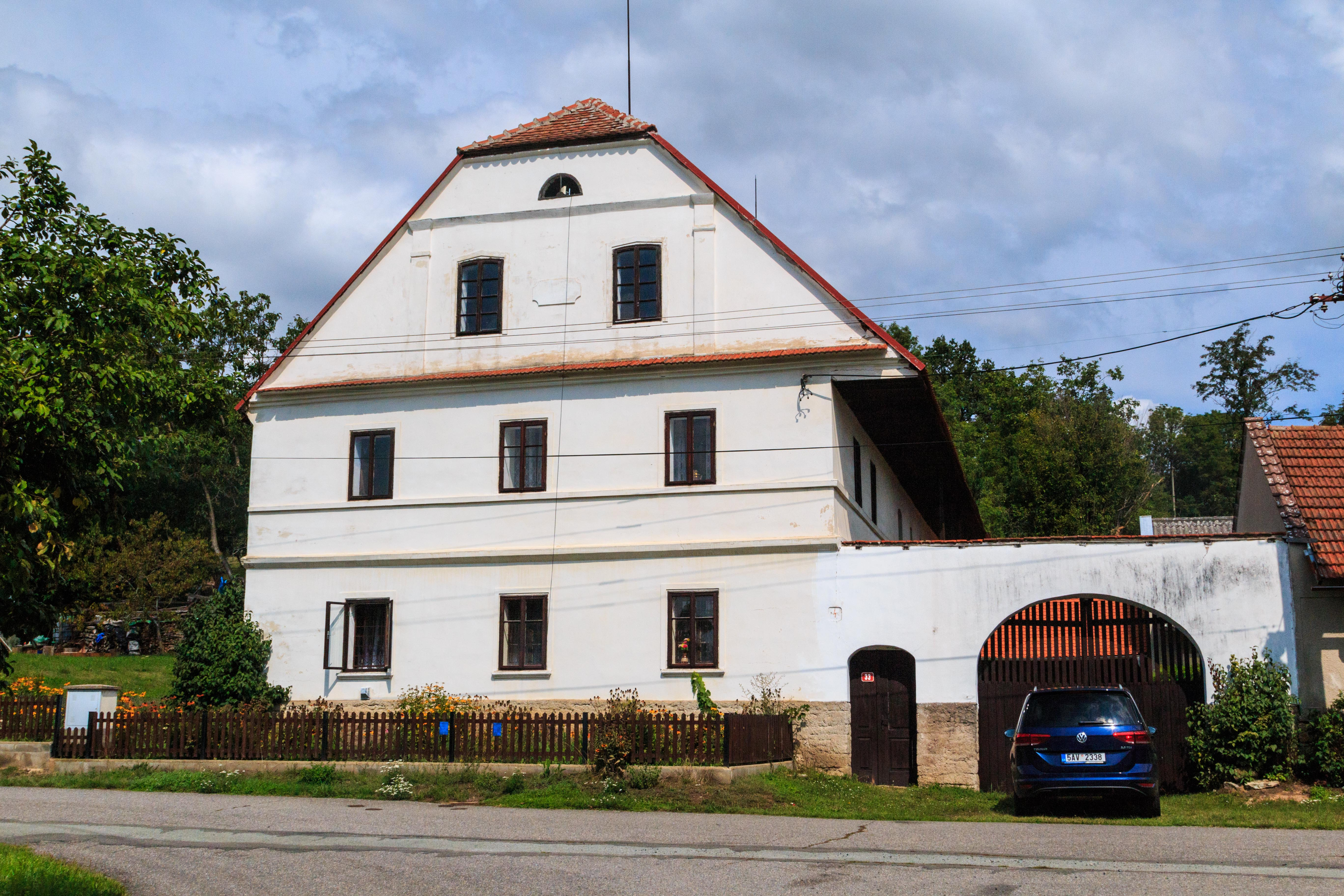
Maison à Tisová.

## Transports
Par la route, Tisová se trouve à 5,5 km de Vysoké Mýto, à 17 km d'Ústí nad Orlicí, à 40 km de Pardubice et à 154 km de Prague. 